# Tomoko Matsunaga
Tomoko Matsunaga (jap. 松永 知子, Matsunaga Tomoko) ist eine ehemalige japanische Fußballspielerin.

## Karriere
Im Jahr 1988 debütierte Matsunaga für die japanischen Nationalmannschaft. Sie wurde in den Kader der Asienmeisterschaft der Frauen 1989, 1991 und der Asienspiele 1990 berufen. Insgesamt bestritt sie 13 Länderspiele für Japan.